# Větrný mlýn (Kuželov)
Větrný mlýn v Kuželově je mlýn holandského typu. Byl postaven v roce 1842, jeho činnost ustala v roce 1946. Prošel rozsáhlou rekonstrukcí, která jej znovu uvedla do provozuschopného stavu, ovšem už jako exponát Technického muzea v Brně.

## Popis

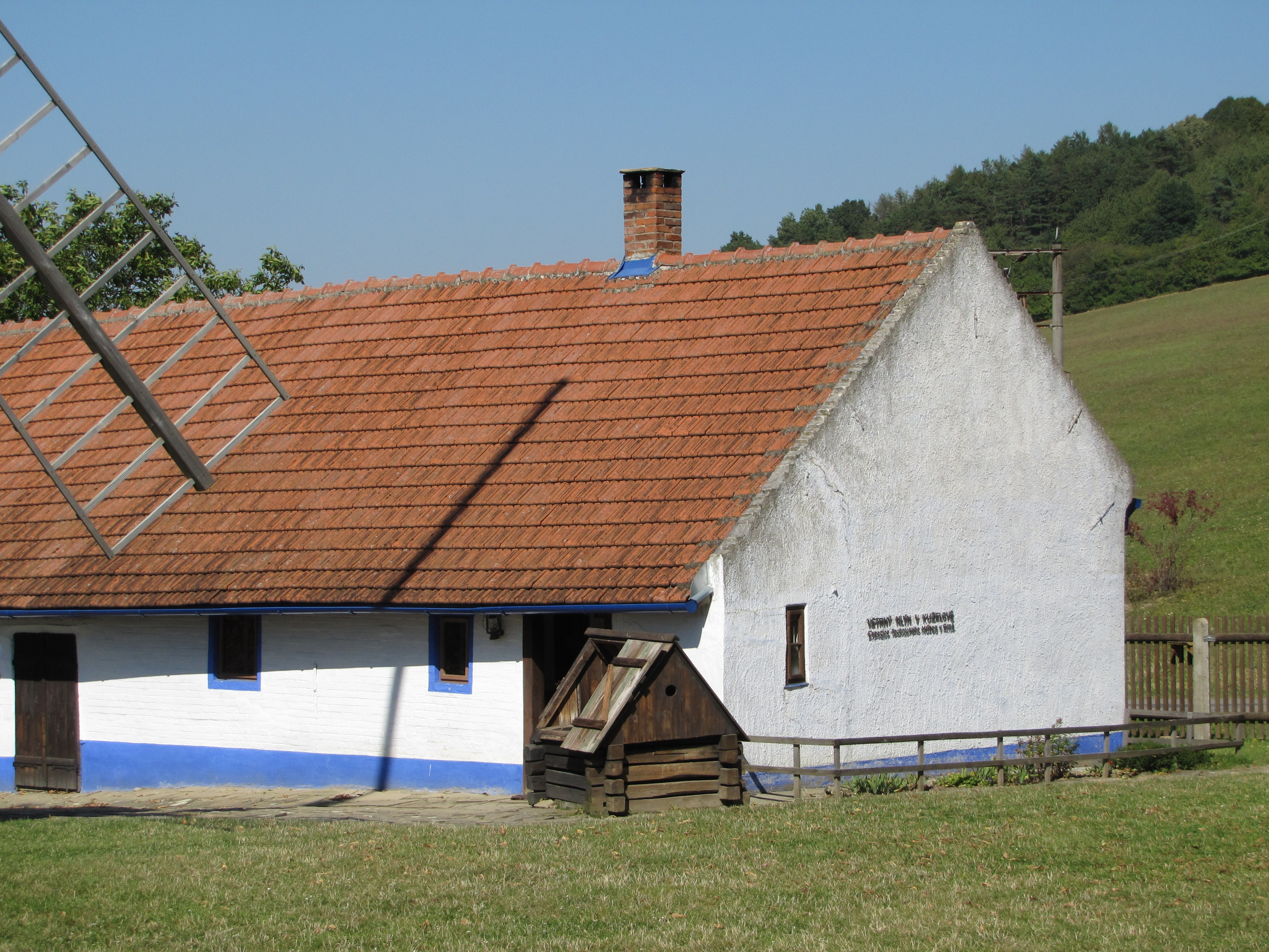
Mlynářův dům

Větrný mlýn je jediným mlýnem holandského typu na Moravě.[zdroj?] Má kuželovitou kamennou konstrukci, která nese otočnou střechu se šindelovou krytinou a čtyřmi křídly větrného kola, upevněnými na hřídeli.
Vedle mlýna stojí bývalý mlynářův domek s přilehlým chlévem a stodolou. V těchto budovách se nachází expozice horňáckého bydlení, zemědělských nástrojů a jiného pracovního náčiní z doby přelomu 19. a 20. století. Součástí expozice je i ukázka různých nástrojů na údržbu mlýna. V druhé polovině července se v prostorách památky konají nedělní části folklorního národopisného festivalu Horňácké slavnosti.

## Historie
Mlýn byl postaven roku 1842 jako obecní mlýn. V roce 1906 byla přistavěno obytné stavení pro mlynářovu rodinu, která do té doby obývala spodní patro mlýna. Posledním mlynářem, od roku 1904, byl pan Bedřich Kašík. Se mletím se definitivně skončilo v roce 1946. Od roku 1963 je kuželovský mlýn památkově chráněn. Roku 1973 se stal majetkem Technického muzea v Brně. Od 60. let 20. století probíhaly rekonstrukce a od roku 1977 je mlýn přístupný veřejnosti.

## Ve filmu
- O statečném kováři (1983, režie: Petr Švéda)